# Stigmaphyllon microphyllum
Stigmaphyllon microphyllum är en tvåhjärtbladig växtart som beskrevs av August Heinrich Rudolf Grisebach. Stigmaphyllon microphyllum ingår i släktet Stigmaphyllon och familjen Malpighiaceae. Inga underarter finns listade i Catalogue of Life.